# Crotalaria stuhlmannii
Crotalaria stuhlmannii är en ärtväxtart som beskrevs av Paul Hermann Wilhelm Taubert. Crotalaria stuhlmannii ingår i släktet sunnhampor, och familjen ärtväxter. Inga underarter finns listade i Catalogue of Life.